# Das Wohltemperierte Klavier

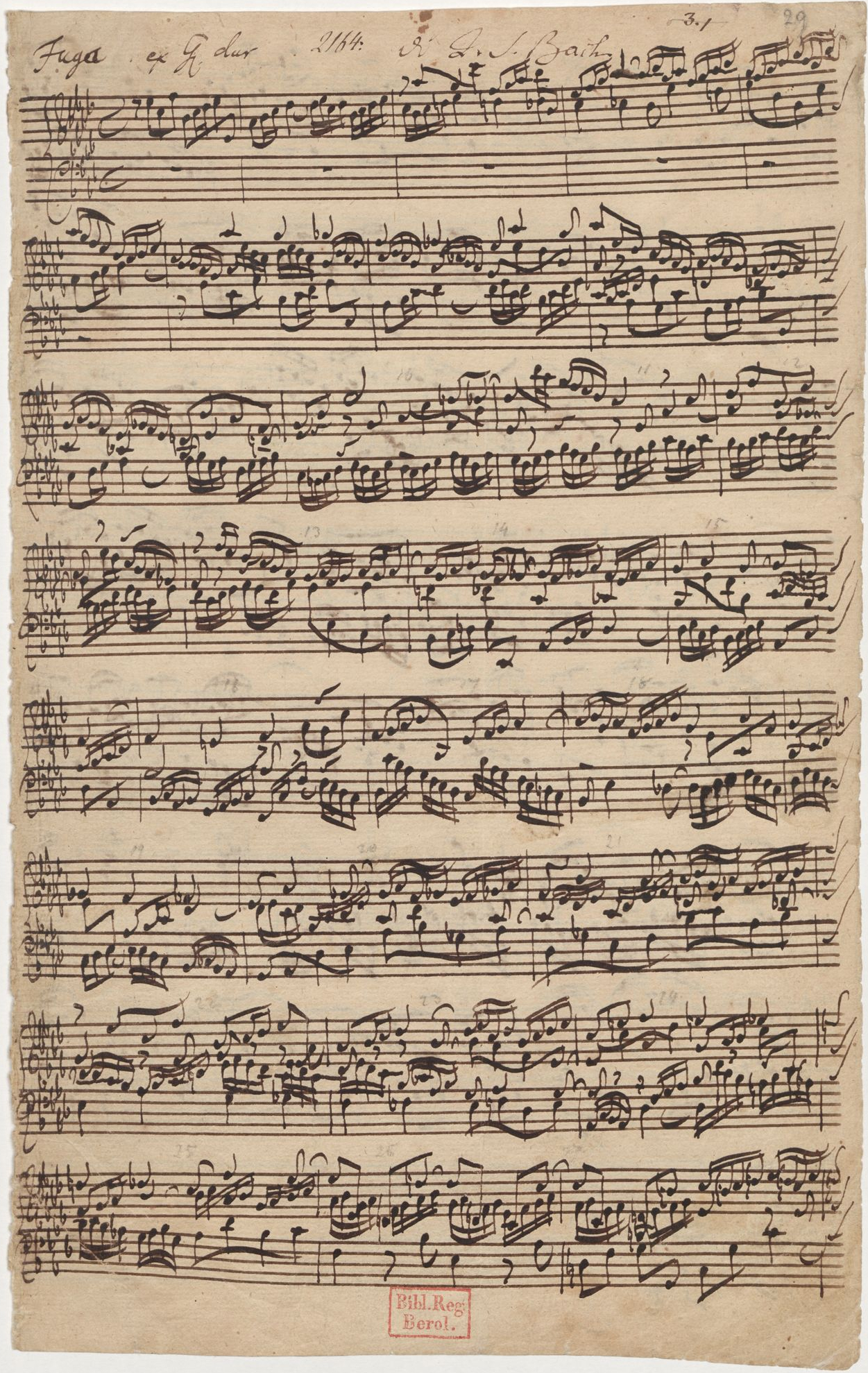
Fuga As-dur z drugiego tomu Das Wohltemperierte Klavier – manuskrypt

Das Wohltemperierte Klavier (Dobrze nastrojony klawesyn, dokładne tłumaczenie – Właściwie temperowany instrument klawiszowy) – dwutomowy zbiór dwóch cykli po 24 preludia i fugi Johanna Sebastiana Bacha (BWV 846–893) na instrument klawiszowy, z których każda para kompozycji jest w innej tonacji w pochodzie chromatycznym, począwszy od C-dur. Obydwa tomy mają ten sam układ: na każdym dźwięku zbudowane są dwie kompozycje w tonacjach jednoimiennych, np. C-dur i c-moll.
Bach skomponował ten cykl, jak sam napisał, "na użytek młodzieży muzycznej chcącej się uczyć, a szczególnie dla tych, którzy już są zaawansowani w nauce". Słowo Klavier (w oryginale – Clavier) oznacza instrument klawiszowy (w epoce Bacha klawesyn, klawikord lub organy). Jednocześnie, poczynając od pierwszej połowy XIX w., zbiór ten wchodzi w repertuar wielu pianistów.
Pierwszy tom powstał w 1722 podczas pobytu Bacha w Köthen (Anhalt), następny zaś 20 lat później w Lipsku. Oba były rozpowszechnione jako manuskrypty aż do 1801 roku, kiedy wydano je drukiem.

## Das Wohltemperierte Klavier a temperacja stroju
Niekiedy można się spotkać z twierdzeniem, iż Bach, tworząc zbiór Das Wohltemperierte Klavier, proklamował wyższość temperacji równomiernej nad innymi, wcześniej stosowanymi systemami. Lecz słowo "Wohltemperierte" naprawdę tłumaczy się jako właściwie nastrojony (temperowany) i nie zawiera samo w sobie sugestii o równomierności użytego stroju. Współczesny stan badań wskazuje, iż Bach rzeczywiście potrzebował uniwersalnego stroju o szerokich możliwościach, lecz najprawdopodobniej chodziło mu o jeden z późniejszych sposobów nierównomiernej temperacji, określanych zwykle według nazwiska osoby, która go opracowała, np. Werckmeister III, Kirnberger III, Neidhardt III, Rameau itd. W tych strojach można było grać we wszystkich tonacjach, lecz, poprzez indywidualny sposób rozprowadzenia komatu pitagorejskiiego ("wilcza kwinta"), każda tonacja brzmiała nieco inaczej. Temu prawdopodobnie miało służyć dzieło, eksponujące wszystkie 24 tonacje i pokazujące każdą z nich w sposób niezwykle indywidualny, niemalże kolorystyczny. Miałoby to mniejsze znaczenie, gdyby każda tonacja brzmiała tak samo, zaś jedyna różnica polegałaby na przeciwstawieniu sobie systemu dur-moll.
Znany muzyk i teoretyk, Johann Philipp Kirnberger, jeden z ulubionych uczniów Bacha, oświadczył już po śmierci mistrza, iż swój system strojenia (wspomniany trzeci system Kirnbergera) oparł na praktyce Bacha, który używał go podczas strojenia klawesynu, co zawsze czynił własnoręcznie. Ten system jednak nie jest strojem temperowanym równomiernie.

## Nagrania
- Pierwszego kompletnego nagrania Das Wohltemperierte Klavier dokonał Edwin Fischer w 1933 i 1936 roku.
- Preludium i fuga nr 20 (tom 1.) a-moll (BWV 865)ⓘ
- Nagranie wybranych dzieł na instrument klawiszowy J.S. Bacha, w tym 3 preludia i fugi z Das Wohltemperierte Klavier w wykonaniu klawesynowym Janine Johnson
- Nagrania wszystkich preludiów i fug z Das Wohltemperierte Klavier z tomu I i II w wykonaniu fortepianowym, gra Daniel-Ben Pienaar
- Nagrania preludiów i fug z Das Wohltemperierte Klavier (w tym wszystkich z tomu I) w wykonaniu fortepianowym oraz ich nuty
- Temperowany Instrument Klawiszowy preludia i fugi, fugi – Korevaar (Fortepian), Goeth (Organy), Parmentier (Klawesyn)
- Das Wohltemperierte Klavier: David Korevaar